# おはようかがのと
『おはようかがのと』は、NHK金沢放送局で放送されていた朝の『NHKニュースおはよう日本』のローカルニュース番組。
当初は『おはよう金沢』（おはようかなざわ）というタイトルだったが、2005年度から『おはよう石川』のタイトルで放送されていた。
2024年度より番組のタイトルが『おはようかがのと』に変更された。
2025年3月で県域での放送は終了し、新年度から『おはよう北陸』が放送開始された。この『おはよう北陸』は2分繰り上がったため、「全国の気象情報」は放送されない。

## 放送時間
- 月曜日 - 金曜日 6:55 - 7:00、7:45 - 8:00（JST）
  - 祝日・年末年始は休止し、6:55 - 7:00・7:25 - 7:30（年末年始は7:15 - 7:20）の時間帯で名古屋発の「ニュース・気象情報（東海・北陸）」を放送。
  - 春の大型連休・お盆期間中などは「おはよう東海・北陸」を放送するため休止（但し、2023年5月1日・2日は金沢局のみ非ネット）。
    - 2024年7月29日 - 8月2日・5日 - 9日はオリンピック期間（2024年パリオリンピック）に伴い本番組を中止し、7:50 - 8:00（8月6日のみ7:40 - 7:45）に拠点の名古屋放送局から「おはよう東海・北陸」を放送。

## タイムテーブル

### 6:55 - 7:00
- オープニング・石川県内のニュース1項目、気象情報

### 7:45 - 8:00
- 7:45 オープニング、ニュース（石川県のニュース1項目、富山県あるいは福井県のニュース1項目）、きょうの動き
- 7:49頃 リポートまたは中継（月曜 - 木曜は東海北陸ブロック共通。金曜は石川県域単独）
- 7:53頃 高速道路情報、鉄道情報（北陸新幹線、特急（サンダーバード（旧：雷鳥）、しらさぎ））、お知らせ、『かがのとイブニング → かがのと』の予告
- 7:55.30頃 - 7:57 北陸3県の天気カメラリレー（福井→石川→富山の順）
- 7:57 県内の気象情報、エンディング

## キャスター
- 金沢放送局のアナウンサー・契約キャスターが原則として交替で担当（「かがのとイブニング → かがのと」のメインキャスター2人を除く）。
  - 2024年1月4日は、『令和6年能登半島地震』関連ニュースを伝えるため、金沢放送局のアナウンサーもしくは東京アナウンス室はじめ県外の各地の放送局のアナウンサーが災害応援派巡回遣要員として急遽出演された。

## その他
- 『NHKニュースおはよう日本』の放送が8:00で終了しているため、エンディングでは「NHKニュースおはよう日本　終／制作・著作・NHK」と表示される。当初は番組ウェブサイトのアドレスは表示されなかったが、2016年度から表示されるようになった。
- 2014年3月までは土曜日にも放送されていたが（EPG上では「県内ニュース・気象情報」と表記）、同年4月より6:53 - 7:00の時間帯で名古屋発の「ニュース・気象情報・交通情報（東海・北陸）」の放送に変更された。
- 2024年1月10日から同年6月28日までの間は『令和6年能登半島地震関連情報』として（1月12日からは『総合テレビ（石川県内）同時放送』）、BS103チャンネル（旧NHK BSプレミアム）でサイマル放送が行われていた[3][4][5][6]。この地震の影響により、年明け最初の放送となる1月4日から当面、オープニングは省略、挨拶から始まる形となる。